# Liste des centrales nucléaires en Italie
| \| Trino Vercellese Caorso Latina Garigliano Montalto di Castro Lucens Mühleberg Gösgen Krško \| Localisation des centrales nucléaires en Italie et alentour |
| Trino Vercellese Caorso Latina Garigliano Montalto di Castro Lucens Mühleberg Gösgen Krško                                                                   |

À la suite de trois référendums, l'Italie a effectué une sortie du nucléaire civil en 1987. Ceux-ci n'étaient pas explicitement contre la construction de centrales, mais empêchaient de continuer les travaux des quatre réacteurs dans les régions concernées. L'un de ces référendums consistait de plus à empêcher ENEL de construire des centrales à l'étranger. Les réacteurs de production ont été progressivement arrêtés jusqu'en 1990 et le dernier chantier est resté inachevé.

L'Italie continue d'utiliser environ 10 % d'électricité d'origine nucléaire importée des pays voisins, la France essentiellement.

## Réacteurs de puissance
- Trino Vercellese : Réacteur à eau pressurisée arrêté
- Caorso : Réacteur à eau bouillante arrêté
- Latina : réacteur de type Magnox arrêté
- Montalto di Castro : deux réacteurs de type REB inachevés
- Garigliano : Réacteur à eau bouillante arrêté

## Réacteurs de recherche
- Pavie - TRIGA Mark II, Université de Pavie (installé en 1965)
- Rome - TRIGA Mark II, ENEA Cassaccia Research Center (installé en 1960)

## Sources
- [PDF] « CEA : Publications - Les centrales nucléaires dans le monde au 31/12/2005 »(Archive.org • Wikiwix • Archive.is • Google • Que faire ?)